# Ibn Mardanīsch

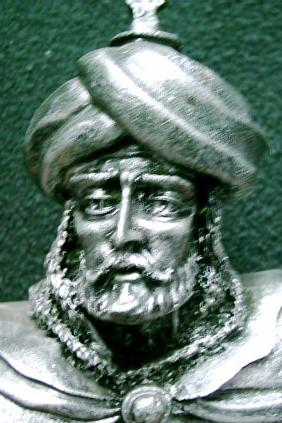
Maurischer Emir, möglicherweise Ibn Mardanīsch

Von der Rebellion des Ibn Mardanīsch um 1160 erfasste Gebiete

Ibn Mardanīsch (arabisch ابن مردنيش, DMG Ibn Mardanīš; * 1124; † 1172) war muslimischer Fürst von Valencia (1143–1172) mit vermutlich mozarabischer Abstammung. Der Name Mardanīš wird von einigen Historikern als die arabisierte Form des iberoromanischen Nachnamens Martínes oder Martínez gelesen. In die spanische Überlieferung ist er auch als Rey Lobo (Wolfskönig) eingegangen.
Ibn Mardanīš ergriff mit dem Niedergang der Almoravidenmacht in Andalusien nach 1143 die Herrschaft in Valencia und Murcia. Er dehnte sie in der Folgezeit über den östlichen Teil Andalusiens aus, wobei er von seinem Schwiegervater Ibn Hamušk unterstützt wurde. Aus dieser Zeit ist das Castillejo de Monteagudo bei Murcia erhalten geblieben. Dieser Palast war wohl eine der Residenzen von Ibn Mardanīš.
Ibn Mardanīš lehnte die Unterwerfung unter die Oberhoheit der Almohaden ab. Zwar wurde er mit seinem aus christlichen Söldnern bestehenden Heer bei Murcia schwer geschlagen (1165), doch konnte er sich in Valencia behaupten, auch wenn sich Ibn Hamušk 1169 den Almohaden unterwarf. Ein zweiter almohadischer Angriff unter Abu Yaqub Yusuf I. scheiterte ebenfalls vor Valencia. Dennoch desertierte bald die Garnison, und Ibn Mardanīš starb.
Seine Söhne und Brüder folgten seinem letzten Rat und unterwarfen sich den Almohaden. Der Almohadenherrscher Abu Yaqub Yusuf I. heiratete drei Jahre später in Sevilla eine Tochter von Ibn Mardanīš.